# Tuffi ai XII Giochi asiatici
I concorsi dei tuffi dei XII Giochi asiatici si sono svolti presso la Big Wave Pool all'Hiroshima dal 3 al 6 ottobre 1994. Sono stati disputati 4 concorsi, due maschili e due femminili: trampolino 3 metri e piattaforma 10 metri individuale.

## Nazioni partecipanti
Ai Giochi hanno partecipato 26 tuffatori provenienti da 9 nazioni differenti.
- Cina (8)
- Taipei cinese (1)
- Iran (2)
- Giappone (6)
- Kazakistan (3)
- Kuwait (2)
- Corea del Sud (2)
- Thailandia (1)
- Uzbekistan (1)

## Podi

### Uomini
| Evento                      | Oro                | Perform. | Argento            | Perform. | Bronzo                  | Perform. |
| Trampolino 3 m (dettagli)   | Wang Tianling Cina |          | Yu Zhuocheng Cina  |          | Chimaki Yasuda Giappone |          |
| Piattaforma 10 m (dettagli) | Sun Shuwei Cina    |          | Xiao Hailiang Cina |          | Keita Kaneto Giappone   |          |

### Donne
| Evento                      | Oro              | Perform. | Argento         | Perform. | Bronzo                     | Perform. |
| Trampolino 3 m (dettagli)   | Tan Shuping Cina |          | Fu Mingxia Cina |          | Yuki Motobuchi Giappone    |          |
| Piattaforma 10 m (dettagli) | Chi Bin Cina     |          | Wang Rui Cina   |          | Natalya Chikina Kazakistan |          |

## Medagliere
| #      | Nazione    | Oro | Argento | Bronzo | Totale |
| ------ | ---------- | --- | ------- | ------ | ------ |
| 1      | Cina       | 4   | 4       | 0      | 8      |
| 2      | Giappone   | 0   | 0       | 3      | 3      |
| 3      | Kazakistan | 0   | 0       | 1      | 1      |
| Totale | Totale     | 4   | 4       | 4      | 12     |